# Bernhard Menne
Bernhard Menne (* 3. September 1901 in Fredeburg; † 9. November 1968 in Hamburg) war ein deutscher Journalist und Publizist. Er schrieb unter den Pseudonymen Max Rudert, Bernhard Westphal und Hilgenreich.

## Leben
Menne wurde als Sohn eines Gerichtsvollziehers geboren. Während des Besuches eines Lehrerseminars wurde er zum sogenannten Kriegshilfsdienst (KHD) herangezogen. Im Zuge der Novemberrevolution 1918/19 schloss er sich der USPD und später der KPD an. Er nahm u. a. an den Märzkämpfen in Mitteldeutschland teil und arbeitete dann als Redakteur beim Organ der KPD Die Rote Fahne in Berlin. Seine Arbeit führte ihn durch ganz Deutschland. Während der Ruhrbesetzung 1923 war er Zellennachbar von Gustav Krupp von Bohlen und Halbach. Über ihn sollte er später ein Buch veröffentlichen. Menne galt in dieser Zeit als Weggefährte des Kommunisten Max Hölz. 1927 reiste er in die Sowjetunion. 1928 wurde er wegen seiner Kritik an der Parteilinie zunächst zur Welt am Abend nach Essen versetzt und dann als „Rechter“ aus der Partei ausgeschlossen (zusammen mit Heinrich Galm und Erich Hausen). In Essen gab er in der Folge die Wochenzeitung Tribüne heraus. Ein Jahr später trat er in die SPD ein.
Nach der „Machtergreifung“ der Nationalsozialisten 1933 entkam er nach Prag. Dort wurde er Chefredakteur der deutschsprachigen Emigrantenzeitung Prager Mittag. 1936 wurde er vom Deutschen Reich ausgebürgert. 1939 emigrierte er nach England, wo er sich der Thomas-Mann-Gruppe im Czech Refugee Trust Fund anschloss. Er fungierte als Sekretär der Thomas-Mann-Gesellschaft und arbeitete für den Deutschen PEN-Club im Exil in London. Er distanzierte sich von der verbreiteten Deutschfeindlichkeit des Vansittartismus. Nach dem Zweiten Weltkrieg 1948 wurde er auf Wunsch der britischen Besatzungsmacht Chefredakteur der Welt am Sonntag (ab 1953 im Axel-Springer-Verlag) in Hamburg. Menne leitete die Zeitung bis zu seinem Tode.